# The Marriage Ring
The Marriage Ring è un film muto del 1918 diretto da Fred Niblo sotto la supervisione di Thomas H. Ince.

## Produzione
Il film fu prodotto dalla Thomas H. Ince Corporation con il titolo di lavorazione The Pawn.

## Distribuzione
Il copyright del film, richiesto dalla Thomas H. Ince Corp., fu registrato il 26 agosto 1918 con il numero LP12947.
Presentato da Thomas H. Ince e distribuito dalla Famous Players-Lasky Corporation e dalla Paramount Pictures, il film uscì nelle sale cinematografiche degli Stati Uniti il 26 agosto 1918.